# Xetá
El Xetá es una lengua tupí-guaraní casi extinta hablada por aborígenes en el Estado de Paraná en Brasil.